# Часовня Сергия Радонежского (Элиста)

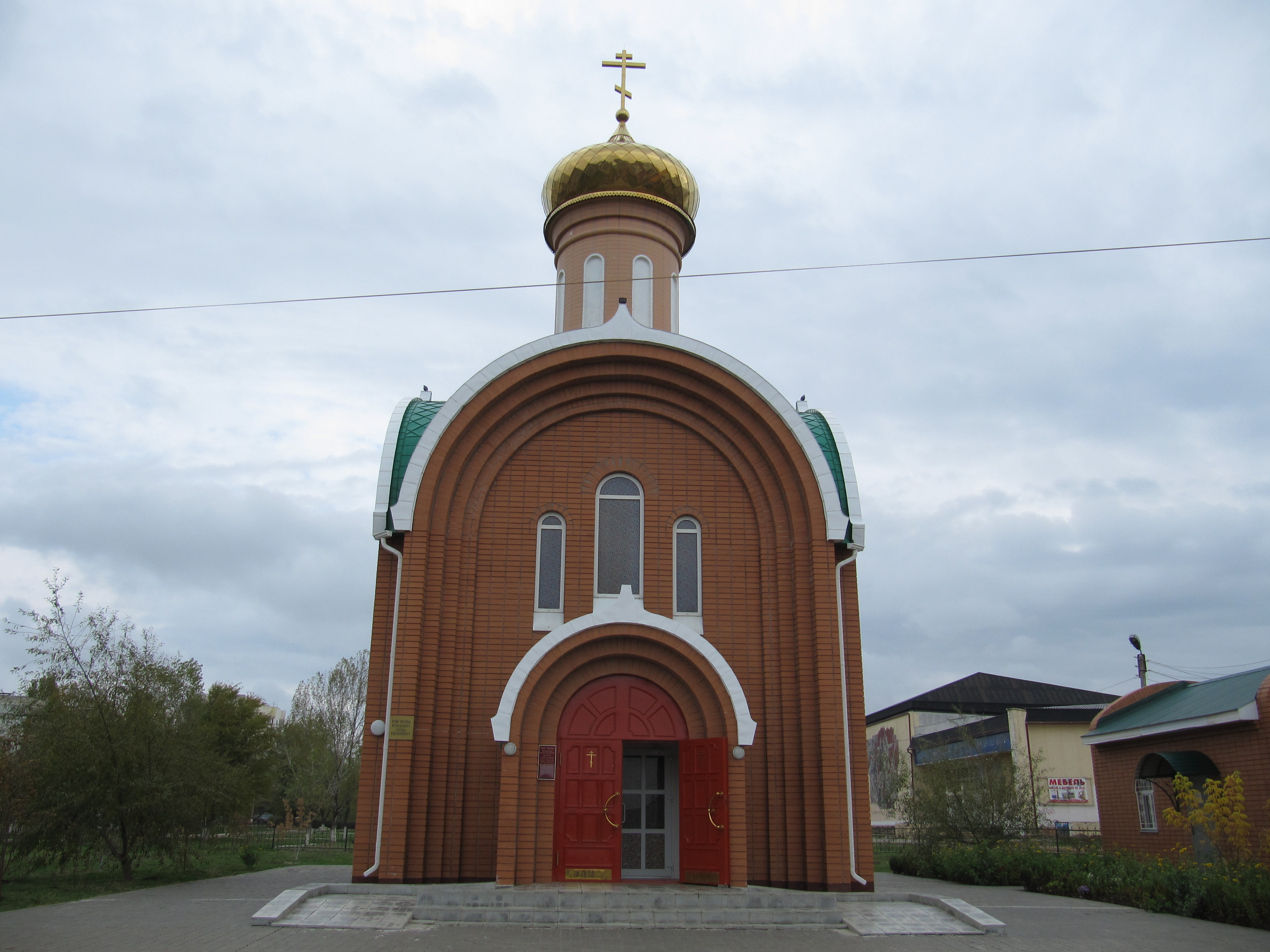
Часовня преподобного Сергия Радонежского, 7 микрорайон, Элиста, Калмыкия

Часовня Святого Сергия Радонежского — православная часовня в 7 микрорайоне города Элиста, Калмыкия. Приписана к кафедральному собору Казанской иконы Пресвятой Богородицы Элистинской епархии Русской православной церкви.

## История
В 1997 году состоялось освящение места будущей часовни, которое совершил Патриарх РПЦ Алексий II. Строительство началось в 1997 году по проекту архитектора Б. Мошулдаева.
Торжественное освящение часовни состоялось 8 мая 2005 года накануне 60-летия Победы в Великой Отечественной войне и 10-летия Элистинской и Калмыцкой епархии. В открытии принимали участие Президент Республики Калмыкии Кирсан Илюмжинов, мэр города Элиста Р. Бурулов и другие официальные лица.

## Описание
Однокупольная часовня построена в стиле средневековых православных церквей. На внутренних стенах находятся мемориальные таблицы с именами 44 тысяч воинов Калмыкии, погибших в сражениях различных войн, начиная с Отечественной войны 1812 года.
В алтаре находятся мощи святого мученика Фаддея.
Рядом с часовней расположены поклонный крест и книжный павильон.
В 2018 году около часовни началась стройка нового собора в честь святых Кирилла и Мефодия.